# Oscarshall
Oscarshall Slott er et norsk slot beliggende på Bygdø i Oslo. Det opfattes som et af de fornemste eksempler på nygotik i Norge.
Slottet blev opført fra 1847 til 1852 for Oscar I af Sverige efter tegninger af den danske arkitekt Johan Henrik Nebelong. Karl XV af Sverige solgte slottet til den norske stat i 1863, og siden har det stået til rådighed for det norske kongehus. Efter en større restaurering i 1990 blev en del af slottet indrettet som museum.